# Comuna Necșești, Teleorman
Necșești este o comună în județul Teleorman, Muntenia, România, formată din satele Belciug, Gârdești și Necșești (reședința).

## Demografie
Componența etnică a comunei Necșești
     Români (90,86%)
     Alte etnii (0%)
     Necunoscută (9,14%)
Componența confesională a comunei Necșești
     Ortodocși (85,94%)
     Alte religii (4,72%)
     Necunoscută (9,34%)
Conform recensământului efectuat în 2021, populația comunei Necșești se ridică la 1.017 locuitori, în scădere față de recensământul anterior din 2011, când fuseseră înregistrați 1.306 locuitori. Majoritatea locuitorilor sunt români (90,86%), iar pentru 9,14% nu se cunoaște apartenența etnică. Din punct de vedere confesional, majoritatea locuitorilor sunt ortodocși (85,94%), iar pentru 9,34% nu se cunoaște apartenența confesională.

## Istorie
La sfârșitul secolului al XIX-lea, comuna făcea parte din plasa Teleormanului a județului Teleorman și era alcătuit din satul Necșești, cu o populație de 1066 de locuitori. În comună exista o școală mixtă frecventată de 28 de copii. În aceiași plasă funcționa și comuna Gărdești, alcătuit din satele Belciug, Gărdești și Căzăneasa, cu o populație de 1154 de locuitori. În comună exista o școală mixtă cu 28 de elevi și o biserică.
În Anuarul Socec din 1925, comuna este consemnată în plasa Slăvești a aceluiași județ și cu o populație de 1450 de locuitori. Comuna Gărdești apare fără satul Căzăneasa și avea o populație de 1494 de locuitori. În anul 1931, comuna Gărdești era împărțită în satele Belciug, Căzăneasa, Gărdești și Hagiești.
În anul 1950, comuna a trecut în administrația raionului Turnu Măgurele al regiunii Teleorman, raion care, doi ani mai târziu, a fost inclus în regiunea București. În timp, comuna Gărdești a fost desființată, iar satele ei au fost incluse în comuna Necșești.
În anul 1968, comuna a trecut la județul Teleorman, căpătând actuala formă. Tot atunci, satul Căzăneasa a fost alipit satului Necșești, iar satul Hagiești a fost alipit satului Belciug.

## Politică și administrație
Comuna Necșești este administrată de un primar și un consiliu local compus din 9 consilieri. Primarul, Marian-Ilie Bănăseanu[*], de la Partidul Social Democrat, este în funcție din 2016. Începând cu alegerile locale din 2024, consiliul local are următoarea componență pe partide politice:
|  | Partid                   | Consilieri | Componența Consiliului | Componența Consiliului | Componența Consiliului | Componența Consiliului | Componența Consiliului | Componența Consiliului | Componența Consiliului | Componența Consiliului | Componența Consiliului |
|  | ------------------------ | ---------- | ---------------------- | ---------------------- | ---------------------- | ---------------------- | ---------------------- | ---------------------- | ---------------------- | ---------------------- | ---------------------- |
|  | Partidul Social Democrat | 9          |                        |                        |                        |                        |                        |                        |                        |                        |                        |

## Economie
Comuna Necșești a fost catalogată drept cea mai săracă localitate din România, conform ultimului studiu prezentat, în 2013, de Ministerul Dezvoltării.

## Personalități născute aici
- Florea Dumitrescu (1927 - 2018), economist, ministru, ambasador.